# Paul Julius Reuter
Paul Julius Reuter (fulde navn Paul Julius Baron von Reuter, fødenavn Israel Beer Josaphat; født 21. juli 1816 i Kassel, død 25. februar 1899) var en tysk-født jødisk journalist, der grundlagde nyhedsbureauet Reuters.
I 1845, hvor han kaldte sig Joseph Josephat, rejste han til London. Kort tid efter ankomsten hertil, konverterede han til kristendommen, skiftede navn til Poul Julius Reuter og giftede sig efterfølgende med Ida Maria Elizabeth Clementine Magnus i Berlin.
Efter den mislykkede frihedsopstand eller revolution i Tyskland i 1848 forlod han Tyskland og slog sig midlertidigt ned i Paris, hvor han arbejdede for Charles-Louis Havas' nyhedsbureau, det senere Agence France-Presse (AFP).
På det tidspunkt, hvor telegrafen udvikledes, grundlagde Paul Reuter det første Reuters News Agency i Aachen i Tyskland, som blev specialiseret i at overføre informationer mellem Bruxelles og Aachen ved hjælp af brevduer. Denne strækning var et missing link i telegrafforbindelsen mellem Berlin og Paris, og brevduerne var gennem en periode betydeligt hurtigere end posttoget, hvilket gav Reuter hurtigere adgang til finansnyhederne fra Børsen i Paris. Men successen varede kun kort tid, og allerede i 1851 blev brevduerne overflødiggjort af en direkte telegraflinie.
Paul Reuter havde allerede på dette tidspunkt udviklet det speciale i finansnyheder, som fortsat er nyhedsbureauets største indtægtskilde. Da Paul Reuters i 1851 atter flyttede til London på opfordring af bl.a. ingeniøren Werner von Siemens etablerede han et kontor og nyhedsbureau ved Londons Børs (London Stock Exchange). Med grundlæggelsen af dette kontor grundlagde Paul Reuter samtidig nyhedsbureauet Reuters, der senere udviklede sig til det officielle britiske nyhedsbureau og et af verdens mest betydningsfulde finansielle nyhedsbureauer.
Den 17. marts 1857 fik Paul Reuter britisk statsborgerskab, og han deltog senere sammen med Havas og Bernhard Wolff i forhandlingerne af Paris-aftalen i 1859.